# Croglio

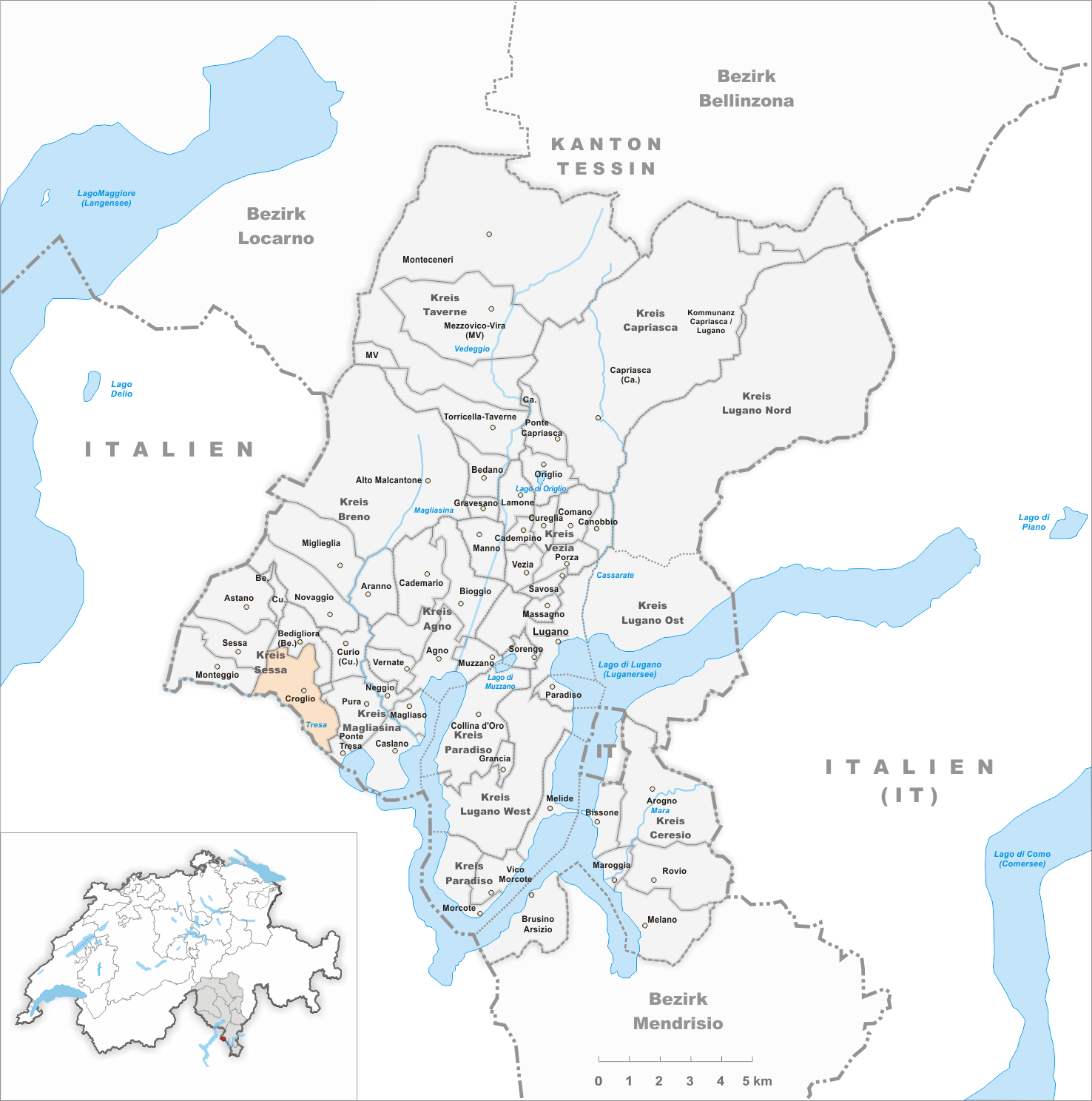
Gemeindestand vor der Fusion am 18. April 2021

Croglio ist ein Ort in der Gemeinde Tresa im Schweizer Kanton Tessin.

## Geographie
Das Dorf liegt auf 345 m ü. M., im Malcantone, am Nordhang des Tales der Tresa und 2,5 km nordwestlich der Station Ponte Tresa TI der Linie Lugano–Ponte Tresa. Die Gemeinde umfasste die folgenden Fraktionen: Croglio, Castelrotto, Ronco, Madonna del Piano, Barico, Purasca und Biogno-Beride.

## Geschichte
Im Mittelalter hatte Croglio den Status eines borgo (1335 burgus de Crolio), wahrscheinlich weil es gegenüber dem angrenzenden mailändischen Gebiet eine Verteidigungsfunktion hatte. 1126, fast am Ende des zehnjährigen Kriegs zwischen Como und Mailand (1118–1127), zerstörten die Mailänder Truppen die zum Comer Besitz gehörende Burg Albeleto. Deren Ruinen hätten – so die Überlieferung – den Namen Castelrotto (Castrum Ruptum) bewirkt.
Die Gemeinde entstand 1976 aus der Fusion der damaligen Gemeinden Biogno-Beride und Croglio-Castelrotto. Am 18. April 2021 fusionierte Croglio mit den Gemeinden Monteggio, Ponte Tresa und Sessa zur Gemeinde Tresa.

## Bilder

Werner Friedli: Castelrotto, historisches Luftbild (1954)
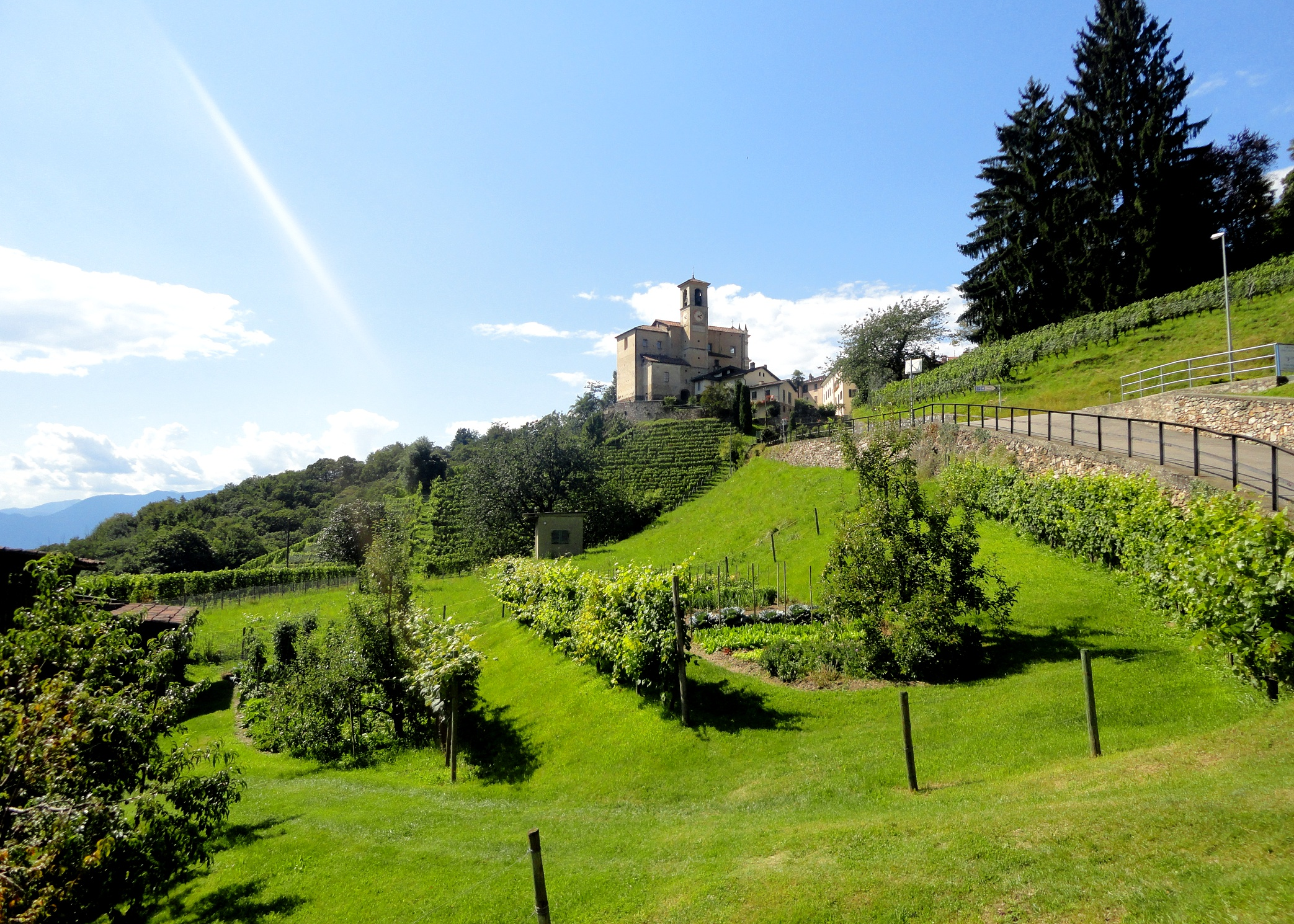
Castelrotto
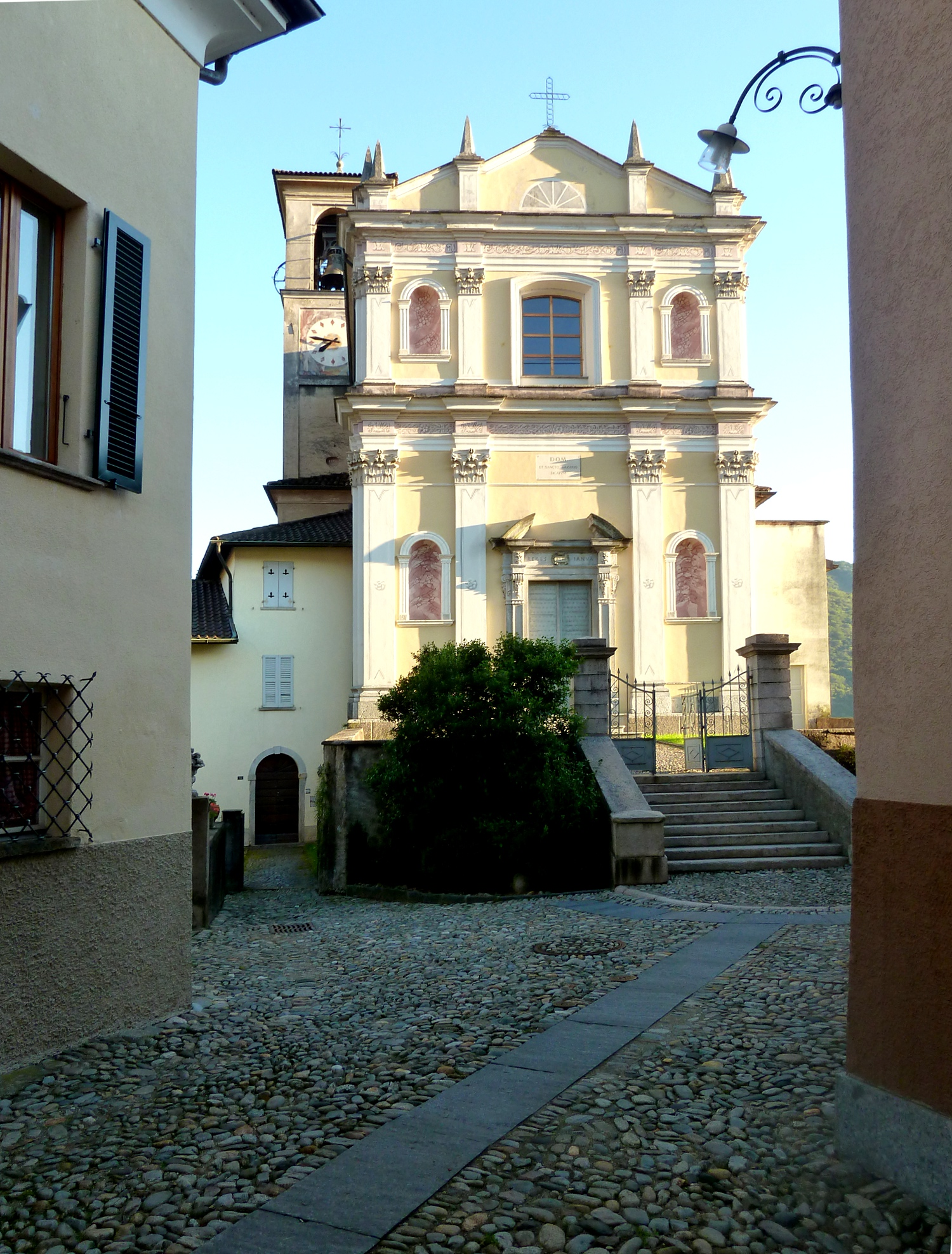
Kirche San Nazzaro (Castelrotto)
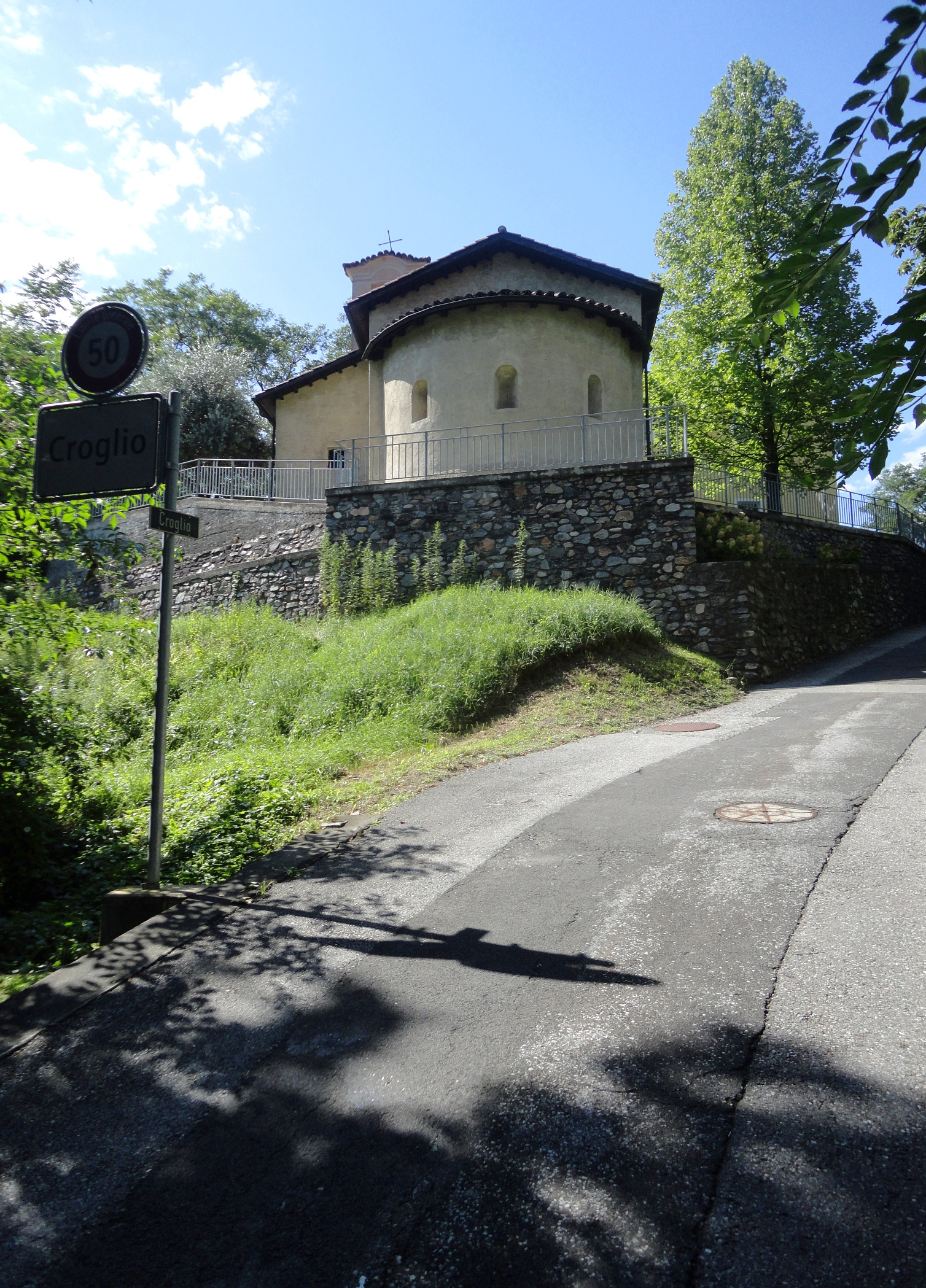
Oratorium San Bartolomeo
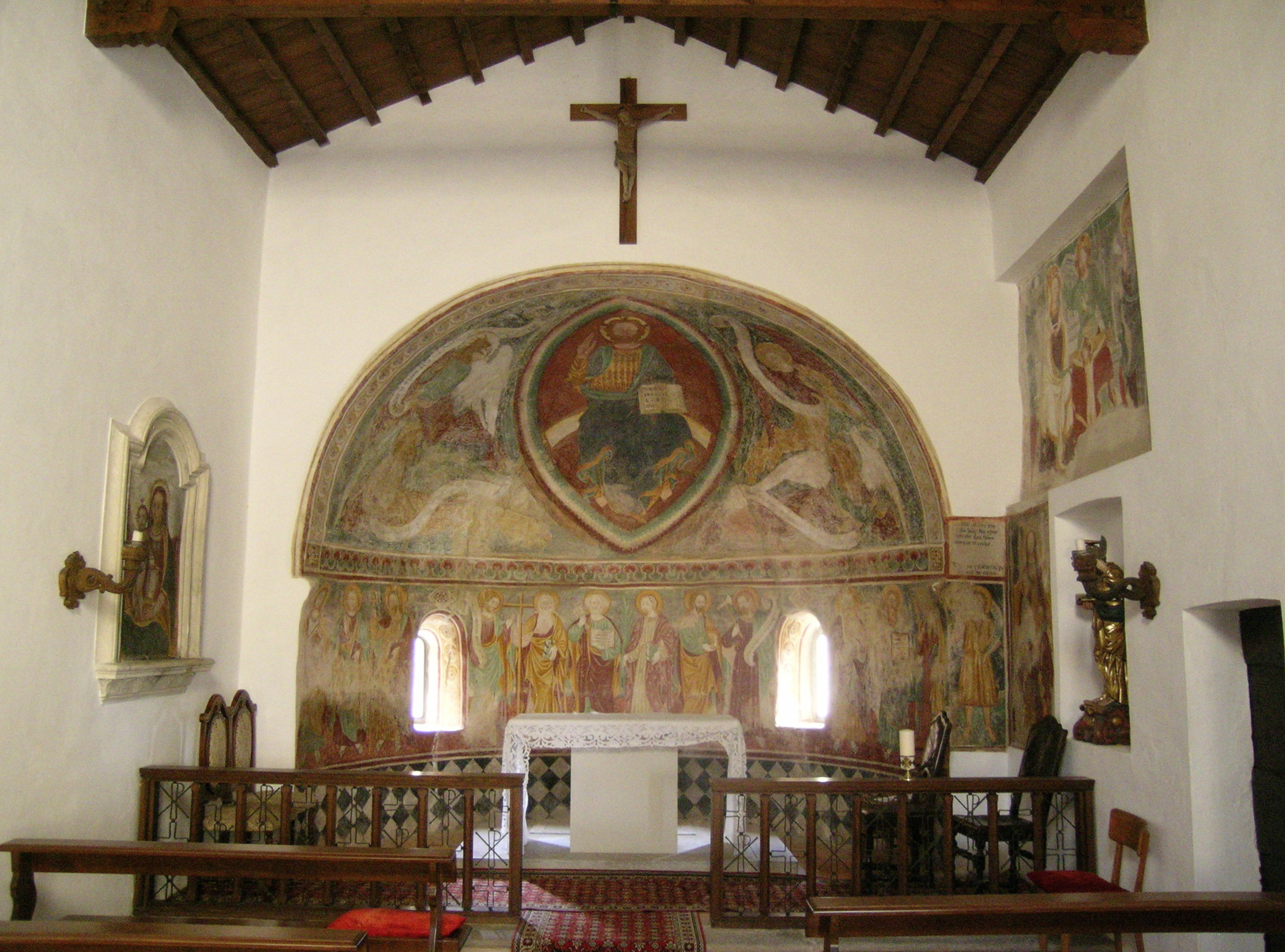
Oratorium San Bartolomeo
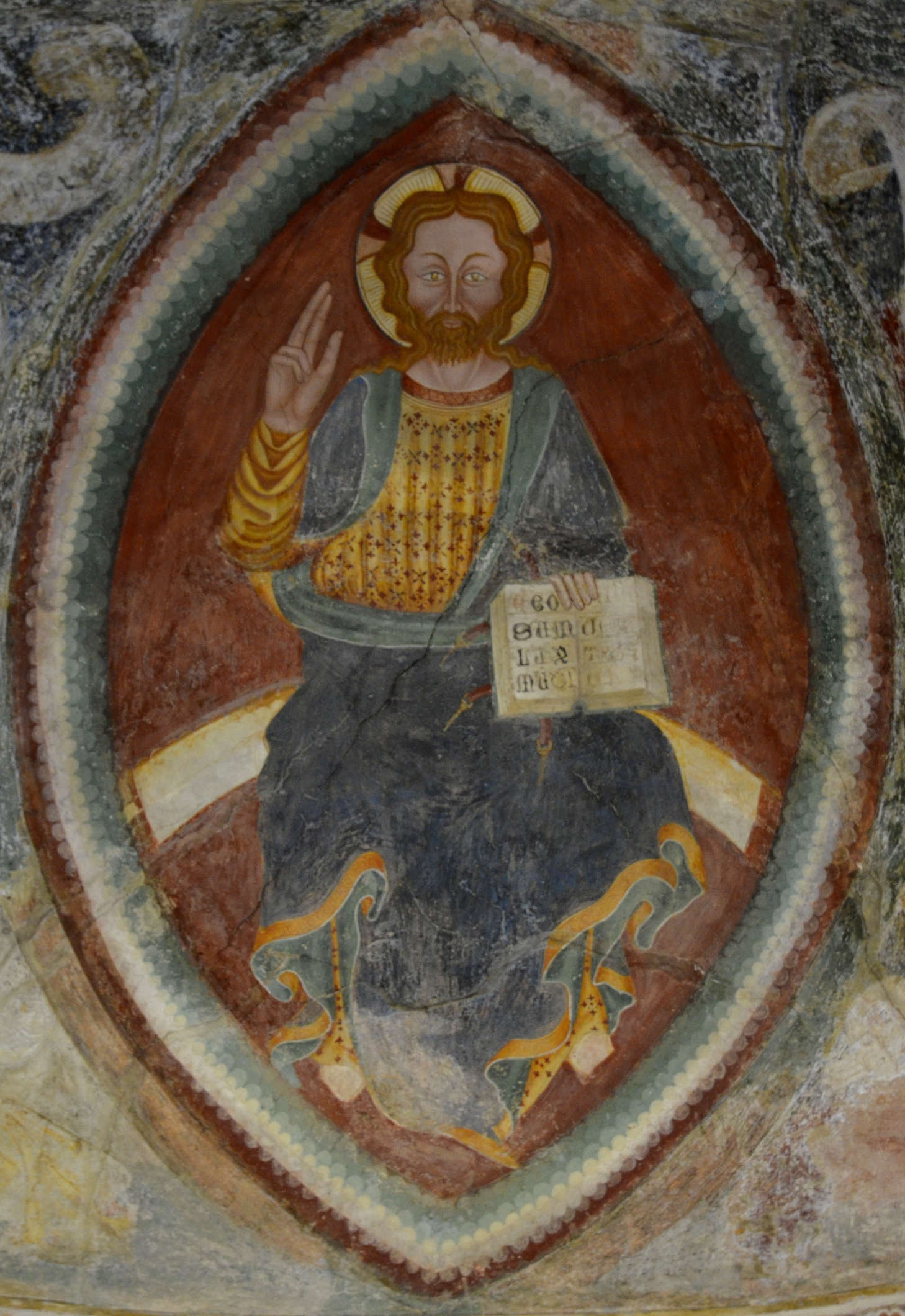
Jesus Pantocrator
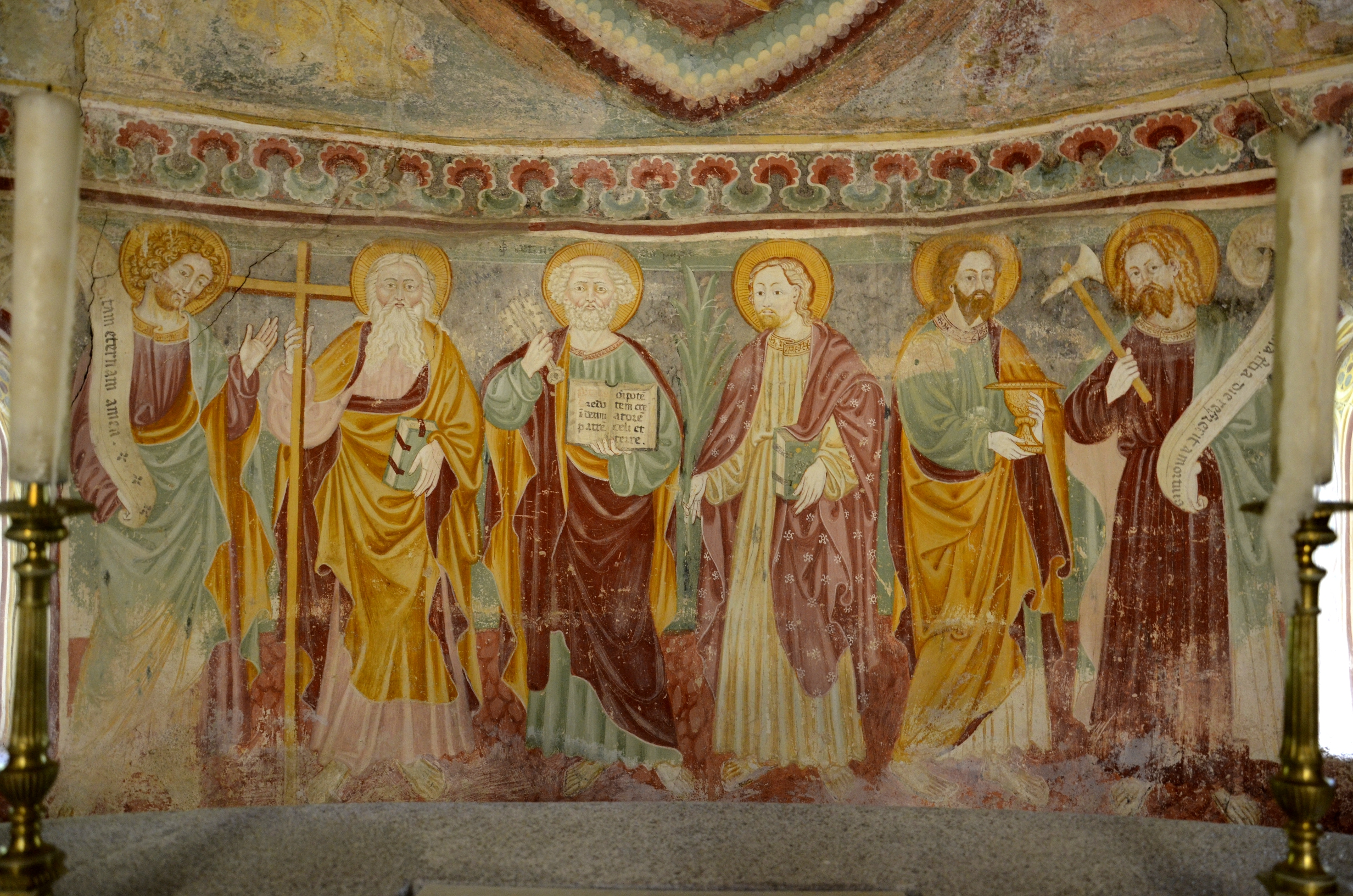
Apostelfresko
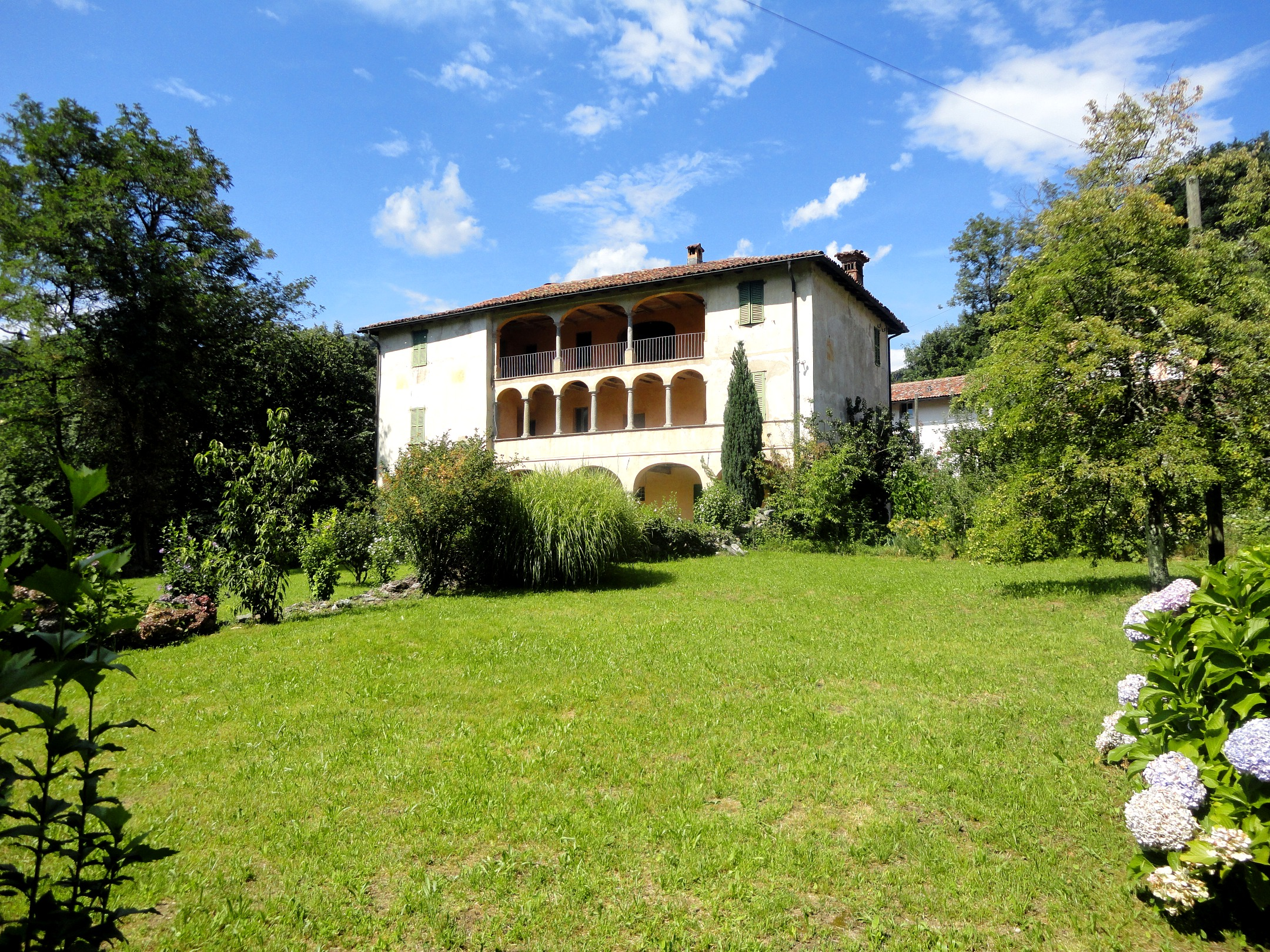
Wohnhaus Conti

## Bevölkerung

Werner Friedli (Fotograf): Castelrotto und Biogno, historisches Luftbild (1954)

Einwohnerzahlen: Volkszählungsdaten

## Sehenswürdigkeiten
Das Dorfbild von Castelrotto ist im Inventar der schützenswerten Ortsbilder der Schweiz (ISOS) als schützenswertes Ortsbild der Schweiz von nationaler Bedeutung eingestuft.
- Kirche San Bartolomeo mit Fresken aus dem Jahr 1411[13]
- Wohnhaus Conti[13]
- Pfarrkirche San Nazzaro, in der Fraktion Castelrotto, erbaut 1635–1670[13]
- Villa Orizzonte[13]
- Palazzo Andina[13]
- Oratorium San Pietro Martire, im Ortsteil Purasca[13]
- Wohnhaus Schneller[13]
- Oratorium Santa Maria del Gatto, im Ortsteil Madonna del Piano[13]

## Kultur
- Associazione Villa Orizzonte[14]